# Hồ Ladoga
Hồ Ladoga (tiếng Nga: Ла́дожское о́зеро, Ladozhskoye ozero hoặc tiếng Nga: Ла́дога, Ladoga; tiếng Phần Lan: Laatokka [tên trước kia trong tiếng Phần Lan là Nevajärvi]; tiếng Karelian: Luadogu) là một hồ nước ngọt trong nước Cộng hòa Karelia và tỉnh Leningrad ở miền tây bắc Nga, cách Sankt-Peterburg không xa. Đây là hồ lớn nhất châu Âu và là hồ lớn thứ 15 trên thế giới.

## Địa lý

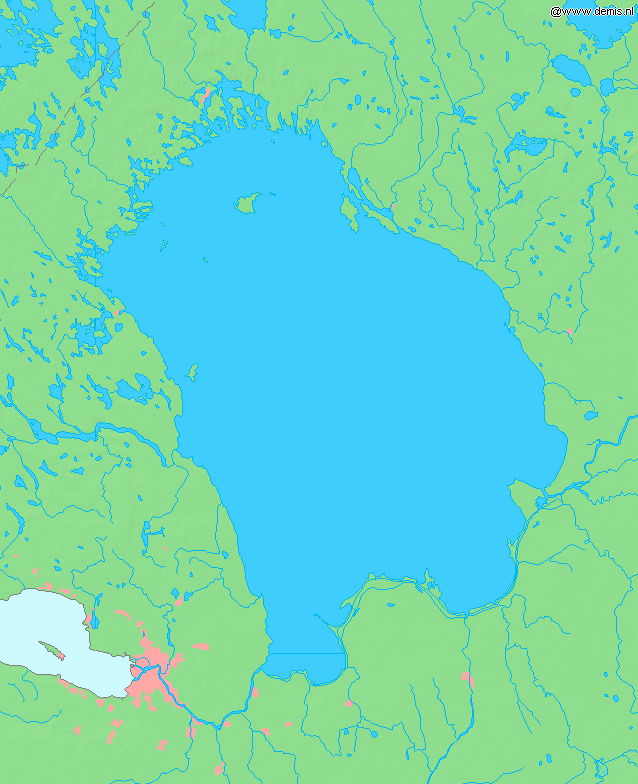
Bản đồ hồ Ladoga

Diện tích của hồ là 17.891 km² (không tính các đảo). Chiều dài của nó (từ bắc xuống nam) là 219 km, chiều rộng trung bình là 83 km, chiều sâu trung bình là 51 m, chiều sâu tối đa khoảng 230 m (ở phần tây bắc). Diện tích lưu vực: 276,000 km², dung tích: 837 km³ (ước tính trước đây là 908 km³);. Trong hồ có khoảng 660 đảo nhỏ, với tổng diện tích là 435 km². Tính trung bình Ladoga ở trên mực nước biển 5 m. Phần lớn các đảo - kể cả quần đảo Valaam nổi tiếng, Kilpola và Konevets - đều nằm trong phần tây bắc của hồ.
Cách biệt với biển Baltic bởi eo đất Karelia, hồ này chảy vào vịnh Phần Lan thông qua sông Neva.
Tàu thuyền có thể đi lại trên hồ Ladoga, như thành phần của tuyến đường thủy Volga-biển Baltic nối biển Baltic với sông Volga. Kênh Ladoga đi vòng qua hồ ở phần phía nam, nối sông Neva với sông Svir.
Lưu vực hồ Ladoga bao gồm khoảng 50.000 hồ và 3.500 sông dài hơn 10 km. Khoảng  85% nước nhập vào hồ do các chi lưu, 13% do giáng thủy, và 2% là do nước ngầm.

### Các chi lưu
(danh sách không đầy đủ)
- sông Svir từ hồ Onega (đông nam, lưu lượng: 790 m³/s);
- sông Volkhov từ hồ Ilmen (nam, lưu lượng: 580 m³/s);
- sông Vuoksi (và sông Burnaya) từ hồ Saimaa ở Phần Lan (tây, lưu lượng: 540 m³/s).
- sông Syas (nam, lưu lượng: 53 m³/s).
- sông Olonka từ hồ Utozero

## Lịch sử địa chất

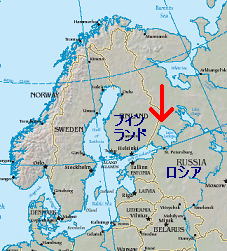

Hồ Ancylus khoảng 7.000 trước Công nguyên

Sự thoái lui sông băng sau kỷ băng hà Weichsel (kỷ băng hà chót) xảy ra ở lưu vực Hồ Ladoga từ khoảng 12.500 tới 11.500 năm trước Thời hiện tại (tức năm 1950 sau CN). Hồ Ladoga nguyên là một phần của hồ băng Baltic (70–80 mét trên mực nước biển hiện nay), một tầng nước ngọt lịch sử của Biển Baltic. Có thể - dù không chắc chắn – là hồ Ladoga đã bị cô lập trong thời kỳ thoái lui của tầng nước lợ của biển Yoldia sau đó (10.200 – 9.500 năm trước Công nguyên). Ngưỡng của sự cô lập có thể ở nơi định cư Veshchevo phía tây của huyện Vyborg, nơi biển Baltic và Hồ Ladoga nối với nhau bởi một eo biển hoặc một cửa sông ít nhất cho tới khi hình thành Sông Neva, và thậm chí có lẽ còn muộn hơn, tới thế kỷ 12 sau Công nguyên hoặc khoảng đó.
Khoảng  9.500 năm trước Công Nguyên, hồ Onega, trước đây chảy vào Biển Trắng, bắt đầu chảy vào Hồ Ladoga qua sông Svir. Từ khoảng năm 9.500 tới 9.100 trước CN, trong sự tràn ngập của hồ Ancylus - tầng nước ngọt tiếp sau của biển Baltic - chắc là hồ Ladoga trở thành một phần của hồ Ancylus (tức tầng nước ngọt nói trên), dù chúng chưa nối với nhau ngay trước đó. Trong thời Hồ Ancylus thoái lui sau đó - khoảng  8.800 năm trước CN – thì hồ Ladoga trở thành cô lập.
Hồ Ladoga tràn ngập dần vào phần phía nam của nó là do sự nâng lên của Khiên Baltic ở phía bắc. Đã có giả thuyết – nhưng chưa được chứng minh – là nước của biển Litorina, tầng nước lợ tiếp theo của Biển Baltic, thỉnh thoảng lấn chiếm hồ Ladoga từ khoảng năm 7.000 tới 5.000 trước CN. Khoảng năm 5.000 trước CN, nước của hồ Saimaa thâm nhập Salpausselkä và tạo thành một cửa sông mới, sông Vuoksi, chảy vào Hồ Ladoga ở góc tây bắc và nâng mực nước hồ lên 1–2 mét.
Sông Neva bắt nguồn khi nước hồ Ladoga cuối cùng đã phá vỡ qua ngưỡng tại Porogi chảy vào phần dưới của sông Izhora, lúc đó là một nhánh của Vịnh Phần Lan, từ năm 4.000 và 2.000 trước CN. Theo một số dữ liệu mới, việc đó đã xảy ra khoảng năm 3.100  trước Thời hiện tại (3.410 – 3.250 năm trước CN).

## Động vật hoang dã

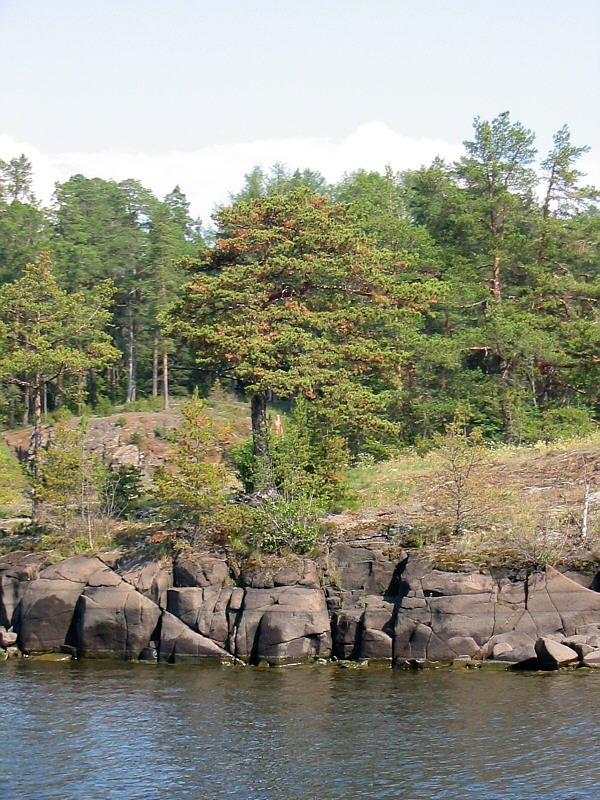
Quần đảo Valaam

Hồ Ladoga rất nhiều cá. Có 48 loại cá đã bắt gặp trong hồ, trong đó có cá Rutilus, cá vền, cá săng, cá pecca, cá ruffe (Gymnocephalus cernuus), nhiều loại cá ốtme đặc hữu, hai loại cá hồi trắng Coregonus albula, tám loại cá hồi trắng Coregonus lavaretus, nhiều loại cá hồi khác cũng như loại cá tầm châu Âu có nguy cơ tuyệt chủng. Nghề  đánh bắt cá thương mại đã một thời là công nghiệp chính, nhưng đã đánh bắt cạn kiệt. Sau thế chiến thứ hai, từ năm 1945–1954, số cá đánh bắt hàng năm tăng lên, đạt tới mức tối đa 4.900 tấn. Tuy nhiên, việc đánh bắt cá không cân đối đã dẫn tới sự suy giảm trầm trọng trong đánh bắt cá từ năm 1955–1963, đôi khi tới 1.600 tấn hàng năm. Việc đánh bắt cá bằng lưới rà ở hồ Ladoga đã bị cấm từ năm 1956 và một số biện pháp hạn chế khác đã được áp đặt. Tình hình đã dần dần được cải thiện, nên từ năm 1971-1990 việc đánh bắt cá đã lên tới  4.900 và 6.900 tấn hàng năm, khoảng cùng mức đánh bắt của năm 1938. Các trại nuôi cá và việc câu cá giải trí hiện đang phát triển. 
Hồ Ladoga có một phân loài hải cầu vòng đặc hữu, gọi là hải cẩu Ladoga.
Từ đầu thập niên 1960 hồ Ladoga đã trở thành nơi có dinh dưỡng tốt đáng kể.
Khu bảo tồn thiên nhiên Nizhnesvirsky nằm dọc theo bờ hồ Ladoga ngay phía bắc của cửa sông Svir.

## Lịch sử

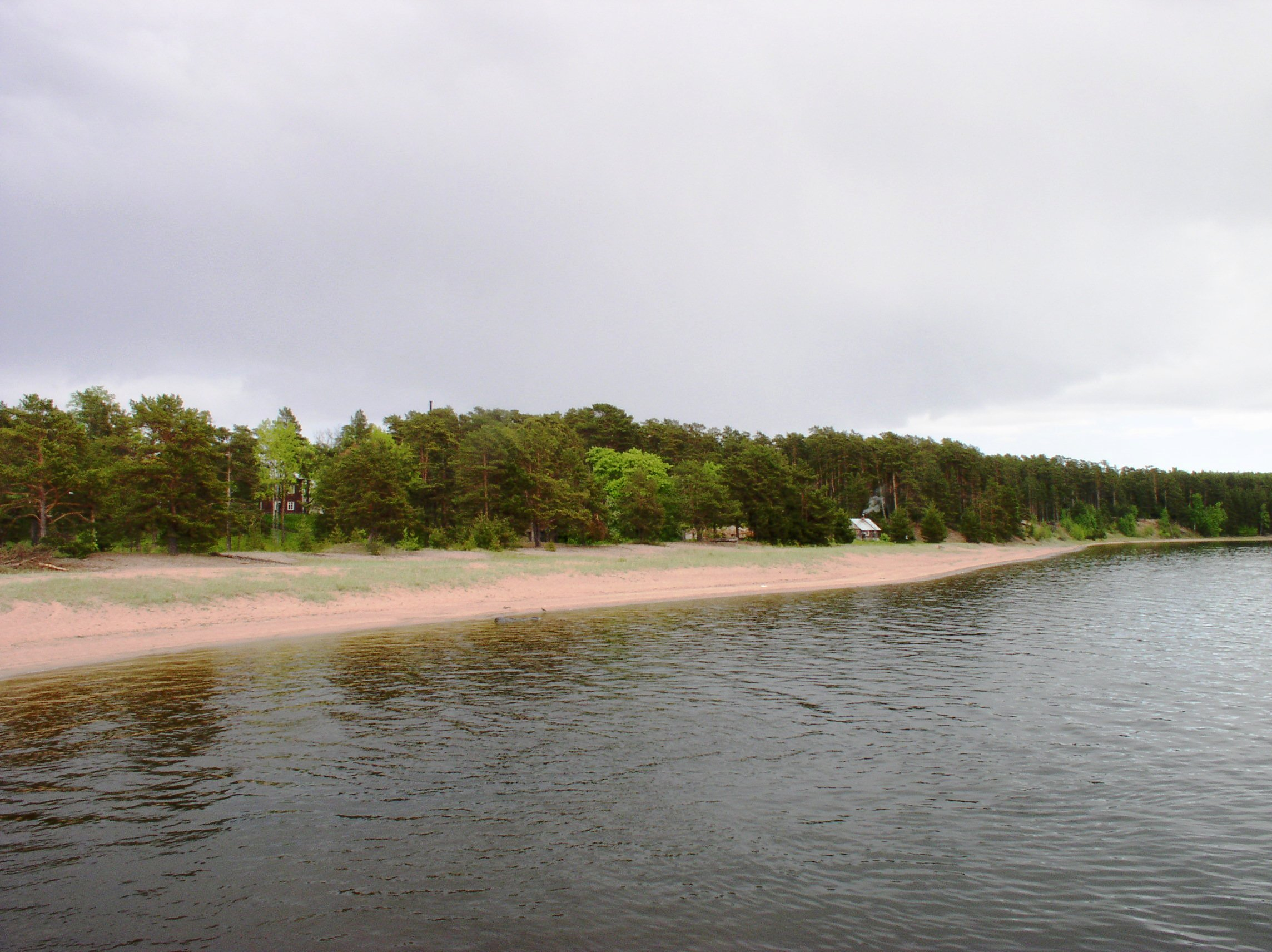
Đảo Konevets

Trong thời Trung cổ, hồ này tạo thành phần trọng yếu của Tuyến đường thương mại từ vùng Scandinavia tới Đế quốc Byzantine, với nơi buôn bán của Bắc Âu ở Staraya Ladoga bảo vệ cửa sông Volkhov từ thế kỷ thứ 8. Trong thời chiến tranh Thụy Điển-Cộng hòa Novgorod, khu vực này bị tranh chấp giữa Cộng hòa Novgorod và Thụy Điển. Đầu thế kỷ thứ 14, các pháo đài Korela (Kexholm) và Oreshek (Nöteborg) được xây dựng dọc theo các bờ hồ này.
Tu viện Valaam cổ được thành lập trên đảo Valaam, đảo lớn nhất trên hồ Ladoga, bị bỏ hoang từ năm 1611 – 1715, được khôi phục cách lộng lẫy ở thế kỷ thứ 18, và di tản sang Phần Lan trong Cuộc chiến mùa Đông năm 1940. Năm 1989 các hoạt động tu viện ở Valaam lại tiếp tục. Các tu viện lịch sử khác trong vùng lân cận là Tu viện Konevets trên đảo Konevets, và Tu viện Alexander-Svirsky,  mà các mẫu đẹp của kiến trúc Moskva thời trung cổ được bảo tồn.
Trong chiến tranh Ingria, một phần nhỏ bờ hồ Ladoga đã bị Thụy Điển chiếm đóng. Năm 1617, theo Hiệp ước Stolbovo, bờ hồ phía bắc và phía tây được Nga nhường cho Thụy Điển. Năm 1721, sau đại chiến Bắc Âu, chúng được trả lại cho Nga theo Hiệp ước Nystad. Sau đó, từ năm 1812 – 1940 hồ này được phân chia giữa Nga và Phần Lan. Theo các điều kiện của Hòa ước Tartu giữa Nga-Phần Lan năm 1920, việc quân sự hóa ở khu vực hồ này được giới hạn nghiêm ngặt. Tuy nhiên cả Nga Xô Viết và Phần Lan đều có các đội tàu chiến nhỏ trên hồ Ladoga. Sau cuộc chiến mùa Đông (1939–1940) theo Hòa ước Moskva, hồ Ladoga hoàn toàn thuộc về Liên Xô.

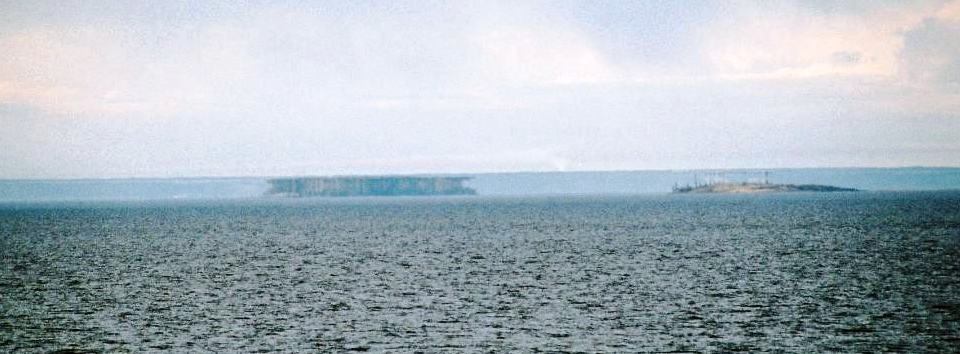
Ảo thị trên hồ Ladoga

Trong thời Chiến tranh tiếp tục (1941–1944) không chỉ các tàu của Phần Lan và Liên Xô, mà cả các tàu của Đức và Ý cũng hoạt động ở đây. Trong hoàn cảnh này, dưới thời vây hãm Leningrad (1941 – 1944), hồ Ladoga đã cung cấp lối đi duy nhất tới thành phố Leningrad bị vây hãm, vì có một phần bờ hồ phía đông nằm trong sự kiểm soát của Liên Xô. Các đồ tiếp tế được chở vào Leningrad bằng các xe vận tải ở các đường mùa đông trên băng -"Road of Life" (đường sống) -  và bằng tàu thuyền trong mùa hè. Sau Chiến tranh thế giới thứ hai, Phần Lan bị mất vùng Karelia vào tay Liên Xô, mọi công dân Phần Lan phải di tản khỏi vùng này và hồ Ladoga trực thuộc Liên Xô. Bờ hồ phía bắc, Ladoga Karelia với thành phố Sortavala, nay là thành phần của Cộng hòa Karelia. Bờ hồ phía tây, eo đất Karelia, là thành phần của tỉnh Leningrad.
Từ năm 1996 Cuộc đua thách thức ở hồ Ladoga Lưu trữ ngày 7 tháng 12 năm 2010 tại Wayback Machine là cuộc đua hàng năm của 4x4 (loại xe chạy không cần đường sá) và ATVs (xe chạy trên mọi mặt đất) chạy suốt qua trên 1.200 km đầm lầy, bùn và bãi lầy bao quanh hồ Ladoga.

## Các đô thị ở hồ Ladoga

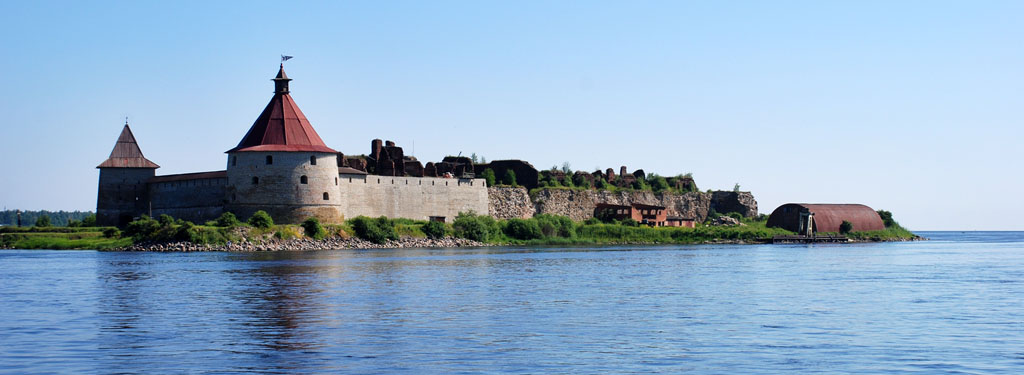
Pháo đài Oreshek trên bờ hồ Ladoga ở Shlisselburg

- Shlisselburg (tại 59°56′B 31°02′Đ / 59,933°B 31,033°Đ)
- Novaya Ladoga (tại 60°06′B 32°18′Đ / 60,1°B 32,3°Đ)
- Syasstroy (tại 60°08′B 32°34′Đ / 60,133°B 32,567°Đ)
- Pitkyaranta (tại 61°34′B 31°28′Đ / 61,567°B 31,467°Đ)
- Sortavala (tại 61°42′B 30°41′Đ / 61,7°B 30,683°Đ)
- Lakhdenpokhya (tại 61°31′B 30°12′Đ / 61,517°B 30,2°Đ)
- Priozersk (tại 61°02′B 30°08′Đ / 61,033°B 30,133°Đ)